# 大庆站
大庆站位于中国黑龙江省大庆市萨尔图区，由哈尔滨铁路局管辖，经过铁路有滨洲铁路。

## 车站设施
- 车站站场
- 站房内部

## 周边
- 大庆百货大楼
- 大庆公交总站
- 大庆长途客运总站

## 历史
1896年（清光绪二十二年）6月3日，清朝政府与沙皇俄国签定《中俄密约》。绥芬河—满洲里铁路中东铁路，亦称东清铁路或东省铁路开始修建。
1902年（清光绪二十八年）3月28日，萨尔图站开站。1903年（清光绪二十九年）全线告成营业，萨尔图站为33个营业站之一，开始办理旅客乘降业务。在此期间，萨尔图站名義上是中俄合办中东铁路之车站，實際上俄國對該站有完全的控制權。
1919年7月，中東鐵路工人發動全線總罷工，薩爾圖站運營受到嚴重影響。
1931年九·一八事变之後不久，日本迅速佔領東北全境，並完全控制了中東鐵路。日方把站场等各种设备由俄式改为日式，轨距被改为1435毫米，并将萨尔图站升格为四等站。
1945年8月15日，日本宣布投降。中华民国政府与苏联签署协定，对中东铁路合办，并改称中长铁路，同年轨距被改为1524毫米(1946年5月恢复1435毫米)。
1946年2月7日，東北民主聯軍佔領萨尔图站。
1959年9月26日，松辽油田松基三井喷出工业油流，成為中国发现石油的基本标志。在中華人民共和國成立十周年前夕，油田被命名为大庆油田。
1960年，薩爾圖站開始承擔大慶油田的原油運輸業務。隨著工作量的增加，該站由四等站升格為二等站。
1977年4月1日，萨尔图站易名为大庆站。
1985年，大庆站升格为一等站，总面积5,400多平方米的新站舍於翌年投入使用。
2011年4月，大庆西站开工建设，普速场于2013年11月20日投入使用，高速场于2015年8月17日随哈齐客运专线开通而投入使用。现今，大庆站的客运职能主要由大庆西站、大庆东站两站承担，而大庆站的功能重心将逐步移向铁路货运。